# Облога Дора

Дор, позначений як найпівденніше місто Фінікії

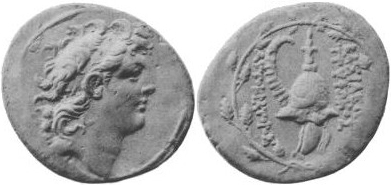
Монета Діодота Трифона

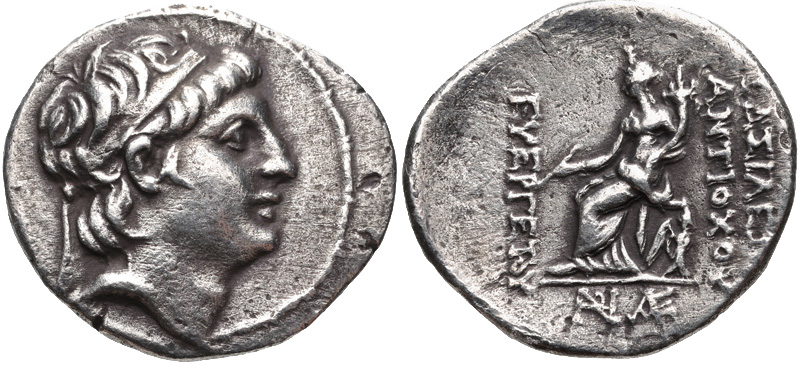
Монета Антіоха VII Сидета

Облога Дора — облога сирійським царем Антіохом VII Сидетом палестинського міста Дор під час боротьби із узурпатором Діодотом Трифоном.
У 142 (за іншою реконструкцією подій —  у 140/139) р. до н. е. полководець Селевкидів Діодот Трифон прибрав підконтрольного йому малолітнього царя Антіоха VI (сина узурпатора Александра Баласа) та сам став царем. Втім, у східній частині царства одночасно правив Деметрій II із роду Селевкидів. У 140/139 р. до н. е. останній зазнав поразки від парфян та надовго опинився у полоні, але претендентом на престол виступив його брат Антіох VII Сідет. В 138 р. до н. е. він прибув до Селевкії Пієрії — середземноморського порту, що обслуговував розташовану поблизу столицю держави Антіохію-на-Оронті, де правив Діодот. Через якийсь час останній зазнав поразки та втік на південь держави, до приморської палестинської фортеці Дор (Дора).
Антіох Сідет рушив з військом та флотом слідом за узурпатором та обложив Дор. Письмові відомості про це дійшли до нас лише у праці римського письменника юдейського походження Йосипа Флавія та юдейській же 1-й Книзі Маккавеїв. Обидві вони передусім наголошують на питаннях власного народу, проте остання також наводить окремі подробиці облоги Дора. За нею, Антіох мав дуже велике військо («112 000 воїнів і 8000 кінноти»), після підходу флоту він заблокував місто з суші та з моря, не даючи нікому ні вийти, ні ввійти. Облога велась дуже активно, з численними штурмами та застосуванням облогових машин.
Юдейський первосвященник Симон (з Хасмонеїв, котрі за чверть століття до того підняли повстання проти Селевкидів) прийняв сторону Антіоха, оскільки Діодот вбив його попередника та брата Йонатана Хасмонея. Втім, деталі цього в Книзі Маккавеїв та творі Флавія різняться, хоча обидва джерела сходяться в тому, що саме сирійський цар звернувся із пропозицією союзу. Надалі, за «Юдейськими старожитностями», Симон надав допомогу великою сумою грошей та доправленням продовольства для армії, що обложила Дор. Водночас Книга Маккавеїв оповідає, що Антіох пропонував союз ще до вигнання Трифона зі столиці, а коли він прибув під Дор вже як фактичний володар царства, то відмовився прийняти посланих Симоном 2000 вояків та гроші, натомість став вимагати повернення захоплених юдеями Гезера ті Іоппії.
Попри встановлену блокаду, Діодоту в підсумку вдалось втекти з Дора на кораблі. Він вирушив до Ортосії (місто на узбережжі Фінікії, десь в районі устя річки Елевтерос, по якій наразі проходить кордон Лівана та Сирії). Невдовзі він загинув у Апамеї.
Через нестачу відомостей датування цих подій не є однозначним. Карбована Діодотом монета позначена роками його правління, останнім з яких є 4-й. Крім того, у Дорі знайдено снаряди для пращі, на яких, ймовірно, згадується 5-й рік правління цього царя — тобто 138/137 р. до н. е. На останню дату непрямо вказує ще один епізод з карбуванням монети, цього разу фінікійським містом Арвад. Останнє до середини 140-х років до н. е. карбувало монету із зображенням єгипетського царя Птолемея VI, а з 138/137 р. до н. е. почало випуск грошей автономного типу. Припускають, що Арвад, який до того півтора століття перебував у складі потужних елліністичних держав, скористався моментом та у винагороду за надання флоту для облоги Дора отримав від Антіоха Сідета незалежність.
Втім, Йосип Флавій зазначає, що Антіох VI, котрий певний час легітимізував владу Діодота Трифона, був вбитий ним вже після захоплення конкуруючого царя Деметрія парфянами, що сталось у 140/139 або навіть дещо пізніше. Враховуючи тривалість правління узурпатора, окремі дослідники відносять облогу Дора до 134 р. до н. е.